# 삼성 갤럭시 코어 어드밴스
갤럭시 코어 어드밴스(Galaxy Core Advance)는 스냅드래곤 200프로세서 1.2 GHz 듀얼코어 프로세서와 1GB RAM을 탑재하고, 여러 가지 접근성 앱들이 탑재되어 있다. 안드로이드는 안드로이드 젤리빈 4.2.2 버전을 기본으로 탑재 및 사용하였고, 디자인은 갤럭시 S4 액티브와 같은 디자인을 지니고 있다. 3세대 3G를 지원하지만, 3G보다 빠른 속도를 제공한다는 평가도 받긴했다. 카메라는 OIS를 지원하지 않고,그리고 삼성 갤럭시 S4 액티브처럼 생겼지만 방수 및 방진은 지원하지 않는다.
배터리는 2000mAh탈착식 배터리이며, 또한 SD메모리는 지원하고 메모리는 기본 8GB 용량이 채택되었다. 통신사는 SKT전용으로 출시되었고, 갤럭시 코어 어드밴스는 FM라디오를 지원한다.(단, 이어폰이 연결되어 있는 경우에 한함) 단자는 USB 2.0을 이용하며 삼성 갤럭시S3부터 시작된 SBiM도 지원한다. 그리고 이 기기는 접근성 기기로, 접근성앱이 지원이 되는 기기이다. 그러나 현재는 단종되었다.